# مرج القطا
مرج القطا قرية في ناحية خربة تين نور التابعة لمنطقة حمص في محافظة حمص في سورية.